# Sidi Abdelmoumen
Sidi Abdelmoumen (în arabă سيدي عبد المومن) este o comună din provincia Mascara, Algeria.
Populația comunei este de 14.600 locuitori (2008).